# Chamlongia harinasutai
Chamlongia harinasutai е вид охлюв от семейство Tornidae. Видът не е застрашен от изчезване.

## Разпространение и местообитание
Разпространен е в Тайланд.
Обитава сладководни басейни, заливи и потоци.